# Hoogteziekte
Hoogteziekte of hypobaropathie is een verzameling ziekteverschijnselen die kunnen optreden als een persoon zich te snel naar grote hoogten verplaatst.
Hoogteziekte kan optreden vanaf 2500 meter, maar meestal treedt hoogteziekte op boven de 3500 meter. De individuele gevoeligheid van mensen verschilt sterk. 10-25% van de mensen krijgt al hoogteziekte vanaf 3000 meter. Elk jaar overlijden een aantal toeristen of bergbeklimmers aan hoogteziekte als zij hooggelegen gebieden bezoeken.

## Oorzaken

### Tot 6000 m hoogte
Tot ongeveer 6000 meter hoogte treedt hoogteziekte alleen op bij onvoldoende geacclimatiseerde of hiervoor gevoelige mensen. Doordat de luchtdruk ongeveer elke 5500 meter halveert, bevat hetzelfde volume ingeademde lucht op die hoogte de helft minder zuurstof. Het menselijk lichaam reageert niet direct op het zuurstofniveau in het bloed, maar het controleert de hoeveelheid koolzuurgas, een afvalproduct van verbranding dat in het bloed terechtkomt en vervolgens wordt uitgeademd. Bij verlaagde luchtdruk is de relatie tussen hoe moeilijk het lichaam aan zuurstof kan komen en hoe moeilijk het is om koolzuurgas kwijt te raken verstoord. Daardoor kan een tekort aan zuurstof ontstaan zonder dat de concentratie aan koolzuurgas in het bloed toeneemt. Het lichaam reageert daar dan niet goed op.
Het menselijk lichaam heeft enige weken verblijf op grote hoogte nodig om extra rode bloedcellen aan te maken. Extra bloedcellen kunnen dan meer zuurstof door het bloed transporteren en daarmee de kans op hoogteziekte verminderen. De nieren gaan bij een verlaagde zuurstofspanning het hormoon erytropoëtine aanmaken dat het rode beenmerg aanzet tot een grotere productie aan rode bloedcellen. Als het lichaam voldoende geacclimatiseerd is, kan een mens in principe voor altijd op deze hoogte verblijven.

### Hoger dan 6000 m
Op hoogten boven 6000 meter is het mechanisme anders. Zelfs een goed geoefende en volledig geacclimatiseerd persoon kan zonder extra zuurstof slechts enkele dagen verblijven op een hoogte van 8000 meter. De hoogte van 9000 meter geldt als de absolute bovengrens waarop een mens zonder extra zuurstof in leven kan blijven. De hoogste berg op de wereld, de Mount Everest, is 8848 m hoog. Daarnaast zijn er nog diverse andere bergen hoger dan 8000 m.

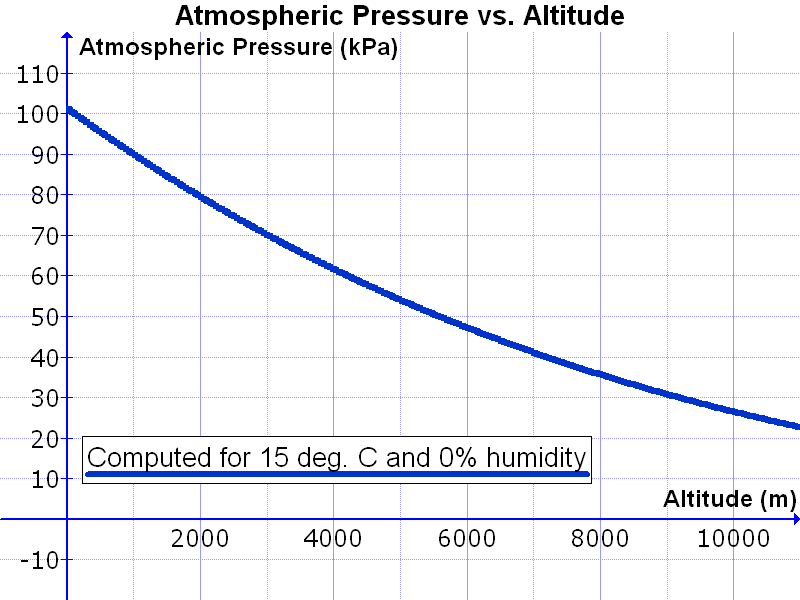
Luchtdruk als functie van de hoogte

## Symptomen
De symptomen van hoogteziekte worden onderscheiden in 'milde' en 'ernstige' symptomen.

### Milde symptomen
- (Lichte) hoofdpijn
- Duizeligheid
- Slapeloosheid
- Slechte eetlust, misselijkheid
- Algeheel malaisegevoel
- Onregelmatige ademhaling in de slaap
- Verlaagde urineafgifte
- Licht oedeem op handen, voeten en gezicht
- Tintelende vingers

### Ernstige symptomen
- Hersenoedeem door het ophopen van vocht in de hersenen[4]. Dat kan vervolgens veroorzaken:
  - Zware hoofdpijn (die niet verdwijnt met pijnstillers)
  - Verlies van coördinatie, geheugenverlies, sufheid e.d.
  - Onverschillig, apathisch gedrag
  - Vreemd gedrag, dat kan lijken op dronkenschap
  - Dubbelzien
  - Visuele hallucinaties[5]
  - Epileptische aanvallen
  - Verlammingsverschijnselen
- Longoedeem door ophopen van vocht in de longen. Dat kan veroorzaken:
  - Abnormale oververmoeidheid, moeilijk ademhalen (ook bij rust), snelle hartslag
  - Bloed opgeven: ophoesten van roze, roestkleurig slijm
  - Blauwachtige lippen en/of nagels
- Bewusteloosheid

Als niet ingegrepen wordt zal de patiënt met ernstige symptomen binnen enkele uren overlijden. Op zeer grote hoogten (boven 10 km, zoals bij drukuitval in een vliegtuig) kan overlijden zelfs binnen enkele minuten optreden.

## Voorkomen van hoogteziekte
Bij de voorbereiding van een verblijf op grote hoogte kan men thuis acclimatiseren aan de hoogte door een tijdlang te slapen in een hoogtetent. Een hoogtetent simuleert met behulp van zuurstofarme lucht de ijle hoogtelucht. Hiermee kan het lichaam zich langzaam aanpassen en de kans op hoogteziekte significant verlagen.
Met de stof acetazolamide (Diamox) kan het optreden van milde en voor korte tijd ook ernstige symptomen voorkomen worden. Het versnelt de acclimatisatie, oftewel de gewenning aan hoogte. Het preventief gebruik van acetazolamide was voorheen omstreden. Nu is dat hooguit nog zo bij bergklimmers die dit als een doping-achtig middel beschouwen.

## Remedie
Bij milde symptomen is het meestal voldoende om 1 à 2 dagen niet verder te stijgen en zo het lichaam de gelegenheid te geven zich aan de hoogte aan te passen. Bij ernstige symptomen is er maar één mogelijkheid: afdalen. Het dalen met 500 tot 1000 meter heeft bijna altijd een verlichtend effect op de symptomen, die na een aantal dagen over moeten zijn.
Het genoemde acetazolamide is geen geneesmiddel dat het effect van verblijven op grote hoogte tenietdoet. Het heeft ook een werking die pas na enige uren inzet, en het kan dus niet snel verlichting geven. Wanneer direct afdalen niet mogelijk is kan acetazolamide als noodmaatregel ingezet worden.

## Vliegtuig
Een verkeersvliegtuig komt vaak hoger dan 10 kilometer en een drukcabine is dan ook noodzakelijk. Valt de druk weg, dan is er geen tijd om zuurstofmaskers uit te delen. De zuurstofmaskers bevinden zich dan ook boven de zitplaatsen en vallen vanzelf naar beneden als de druk wegvalt. De reizigers krijgen voor de start instructie voor het gebruik ervan.
Soms verbergt een verstekeling zich in de ruimte bij het onderstel van een vliegtuig. Het spreekt wel vanzelf dat zo iemand weinig overlevingskansen heeft.